# Kitona flygbas
Kitona flygbas är en militär flygplats i Kongo-Kinshasa. Den ligger i provinsen Kongo-Central nära Kongoflodens mynning i Atlanten, i den västra delen av landet, 400 km sydväst om huvudstaden Kinshasa. Kitona flygbas ligger 120 meter över havet. ICAO-koden är FZAI. På basområdet finns även olika militära utbildningar och ett sjukhus.
Under andra Kongokrigets inledning erövrades flygbasen 4 augusti 1998 av rebeller som med stöd av Rwanda flög in trupper och soldater från Goma flygplats, men 23 augusti togs den av angolanska trupper och katangeser lojala med Laurent-Désiré Kabila.